# Bad Münster am Stein-Ebernburg
Bad Münster am Stein-Ebernburg is een stadsdeel van de Duitse stad Bad Kreuznach in de deelstaat Rijnland-Palts. De plaats ligt ongeveer 6 km ten zuiden van Bad Kreuznach en 50 km zuidwestelijk van Mainz. Tot 1 juli 2014 was Bad Münster am Stein-Ebernburg een stad in de Verbandsgemeinde Bad Münster am Stein-Ebernburg.

## Geografische ligging
Bad Münster am Stein-Ebernburg ligt tussen de 108 en 320 meter boven de zeespiegel en aan de voet van Burg Ebernburg. Het wordt omgeven door twee rotsmassieven, Rheingrafenstein en Rotenfels aan de Nahe.

## Geschiedenis

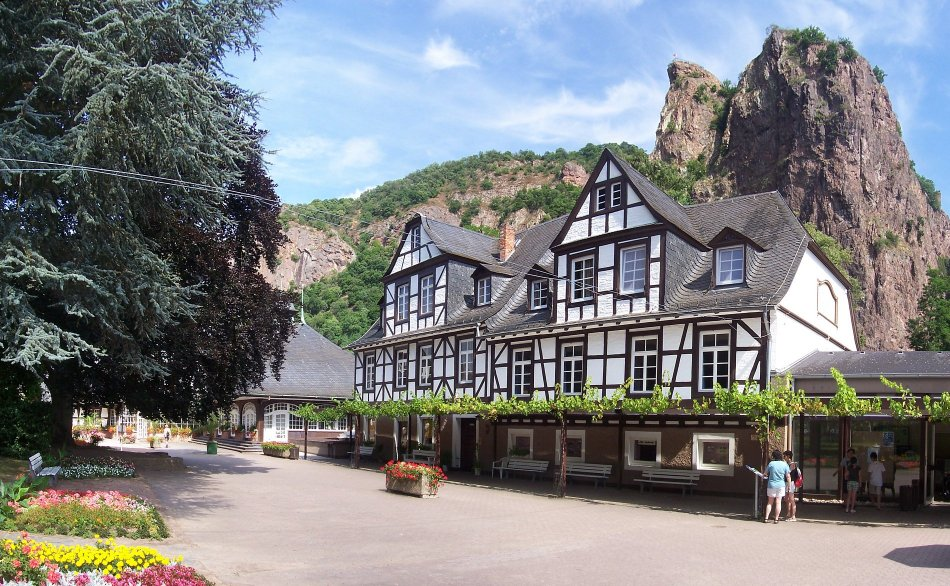
Het Kurhaus van de voormalige gemeente Münster am Stein.

De voormalige stad Bad Münster am Stein-Ebernburg ontstond toen op 7 juni 1969 de twee kleine gemeenten Bad Münster en Ebernburg werden samengevoegd. Op 1 november 1969 kreeg de nieuwe gemeente haar huidige naam. Op 20 april 1978 werden er ook stadsrechten verleend.
De voormalige gemeente Münster wordt rond 1200 voor het eerst in een oorkonde genoemd. De gemeente werd gesticht naast een burcht die in 1050 werd gebouwd en in 1688 afgebroken. Tot in de 19e eeuw was het een dorp met een huizen en een kerk. De bevolking hield zich bezig met visserij, de winning van zout en de ontginning van koper in het nabijgelegen Huttental.
In 1859 werd de Spoorlijn Bingen - Saarbrücken (ook wel bekend als Nahetalbahn) aangelegd en in 1871 de Alsenztalbahn, waardoor de geneeskrachtige baden die al sinds 1478 bestonden veel beter bereikbaar werden. In 1905 kreeg de gemeente de naam "Bad Münster". Tot op heden vormt radonhoudend pekel de bron voor de baden. Tijdens de Tweede Wereldoorlog werd een deel van de spoorbaan door bombardementen verwoest.

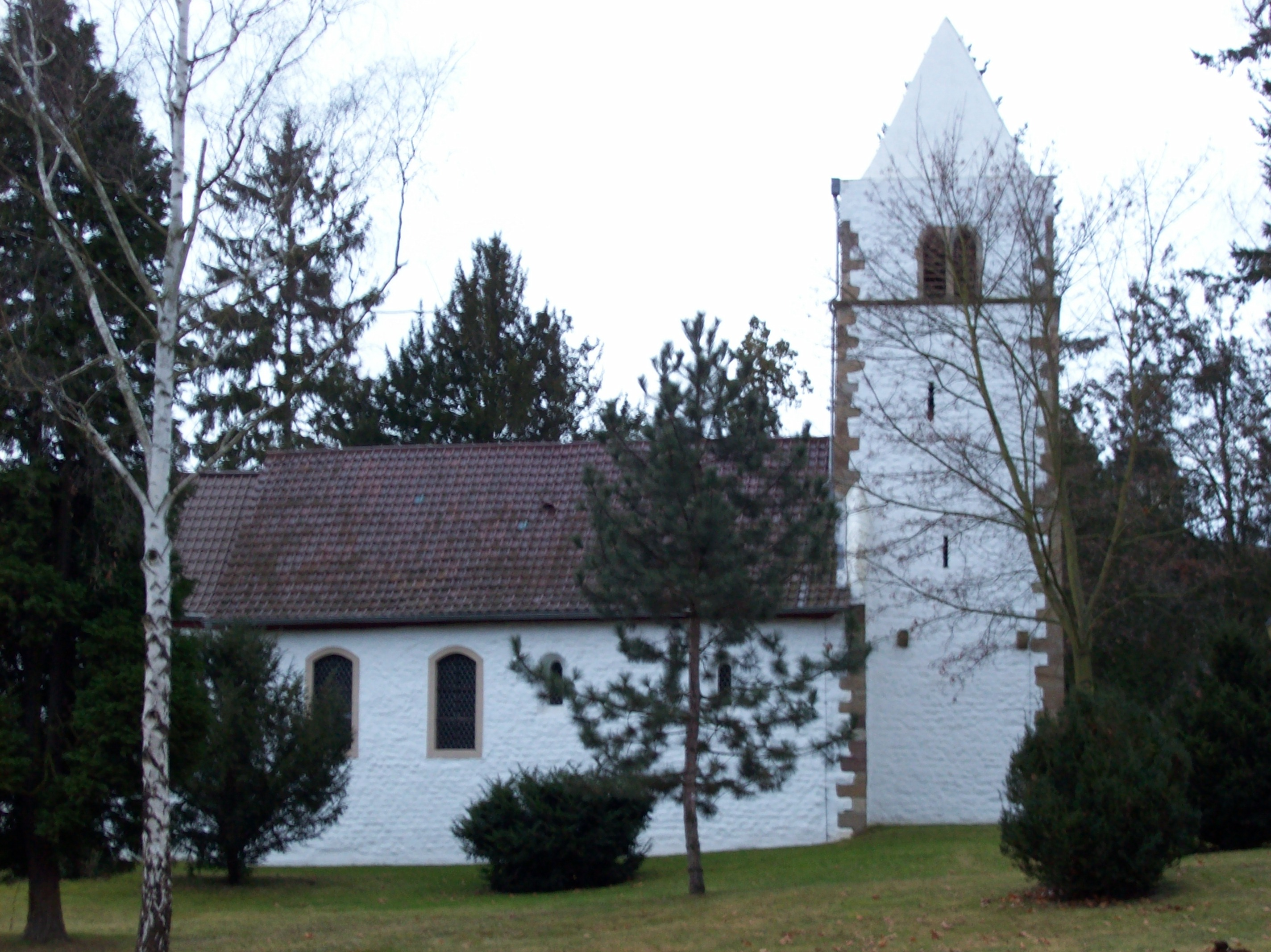
De Wehrkirche van de voormalige gemeente Ebernburg.

Ebernburg was sinds de Middeleeuwen een dorp met een uitgebreide wijn- en landbouwcultuur. De eerste vermelding ervan dateert van 1212, toen de graaf van Saarbrücken het dorp zijn kerk schonk.
Op 1 juli 2014 fuseerde Bad Münster am Stein-Ebernburg met de stad Bad Kreuznach.